# Miroslav Milisavljević
Miroslav Milisavljević, cyr. Мирослав Милисављевић (ur. 10 czerwca 1868 w Knjaževacu, zm. 30 lipca 1929 w Belgradzie) – serbski generał.

## Życiorys
Syn Jovana i Dragi. W 1885 rozpoczął naukę w Akademii Wojskowej w Belgradzie. W czasie studiów wziął udział w wojnie serbsko-bułgarskiej. W latach 1901–1902 studiował w Michajłowskiej Szkole Artylerii w Petersburgu. Brał udział w wojnach bałkańskich i w I wojnie światowej.  W czasie I wojny światowej dowodził artylerią 1 armii serbskiej, a następnie Dywizją Timočką. W czerwcu 1916 awansowany na stopień generała. W 1929 otrzymał Wielką Wstęgę Orderu Odrodzenia Polski. Był także odznaczony serbskim Orderem Orła Białego, francuską Legią Honorową, rosyjskim Orderem Świętego Włodzimierza i belgijskim Orderem Leopolda II kl.